# Balta innotabilis
Balta innotabilis är en kackerlacksart som först beskrevs av Walker, F. 1871.  Balta innotabilis ingår i släktet Balta och familjen småkackerlackor.
Artens utbredningsområde är Seychellerna. Inga underarter finns listade.